# 職業訓練指導員 (フラワー装飾科)
職業訓練指導員 (フラワー装飾科)（しょくぎょうくんれんしどういん フラワーそうしょくか）は、職業訓練指導員免許のうちの1つ。厚生労働省管轄。

## 受験資格
職業訓練指導員免許の受験資格と試験免除を参照。フラワー装飾技能士の保有者など。

## 試験科目
学科試験
1. 指導方法（職業訓練原理、教科指導法、訓練生の心理、生活指導及び職業訓練関係法規）
2. 関連学科

- 系基礎学科
  - デザイン（美術史、構成、色彩、造形、図案）
  - 加工法及び材料（生花加工法、材料）
  - 安全衛生（安全管理、衛生管理）
- 専攻学科
  - 植物一般（花卉、観葉植物、園芸）
  - フラワー装飾法（装飾法、装飾計画、装飾用材料）

実技試験
1. フラワー装飾

## 根拠法令
- 職業能力開発促進法施行規則別表第11（第37条、第45条関係）フラワー装飾科